# جوزيبي بافوني
جوزيبي بافوني (بالإيطالية: Giuseppe Pavone)‏ هو لاعب كرة قدم إيطالي في مركز الوسط، ولد في 15 فبراير 1950 في بارليتا في إيطاليا. لعب مع إنتر ميلان ونادي بيسكارا ونادي تارانتو 1927 ونادي تورينو ونادي فوجيا.